# Samanunu Cakobau-Talakuli
Adi Litia Samanunu Cakobau-Talakuli (1940–2012) fue una jefa, política y diplomática de Fiyi.  El hijo mayor de Ratu Sir George Cakobau (el difunto Vunivalu de Bau y gobernador general), Talakuli cupó varios puestos importantes en el gobierno de Fiyi. Fue Ministra de Asuntos de iTaukei en 1994 y 1995, y fue considerada candidata a la Vicepresidencia en 1997. Se convirtió en Alta Comisionada de Fiyi en Malasia y Embajadora en Tailandia y en la Comisión Económica y Social para Asia y el Pacífico en 1999.
Nombrada para el Senado de Fiyi en junio de 2006 como una de los nueve candidatos del gobierno de Fiyi, Talakuli también fue designado para el Gabinete como Ministro sin cartera. Como la hija mayor del último Vunivalu de Bau, fue considerada la jefa de mayor rango de la Confederación Kubuna; sin embargo, ella no era miembro de Bose Levu Vakaturaga.

## Vida personal
Talakuli era la hija mayor de Ratu Sir George Cakobau (el último undécimo Vunivalu de Bau y gobernador general). Sus hermanos incluyen Ratu Epenisa Seru Cakobau (medio-hermano), Ratu George Cakobau, Jr y Adi Litia Qalirea Cakobau. Se casó con Manasa Talakuli, quien fue el primer fiyiano en ser comisionado en el Ejército británico.